# Szympans
Szympans (Pan) – rodzaj dużych ssaków naczelnych z podrodziny Homininae w obrębie rodziny człowiekowatych (Hominidae). Obejmuje dwa gatunki występujące w Afryce. Rodzaj Pan jest najbliżej spokrewniony z rodzajem Homo. Karol Linneusz w swojej pracy Systema Naturae (10. edycja, 1758) zaklasyfikował szympansa w rodzaju Homo pod nazwą systematyczną Homo nocturnus – nocny człowiek. Dopiero w 1775 Blumenbach wprowadził nazwę Simia troglodytes.

## Zasięg występowania
Terenem naturalnego występowania obydwu gatunków jest zachodnia i środkowa Afryka równikowa – od Sierra Leone i Gwinei przez dorzecze Konga do jeziora Tanganika i Jeziora Wiktorii. Żyją w dżunglach, na sawannie oraz w górskich lasach.

## Morfologia

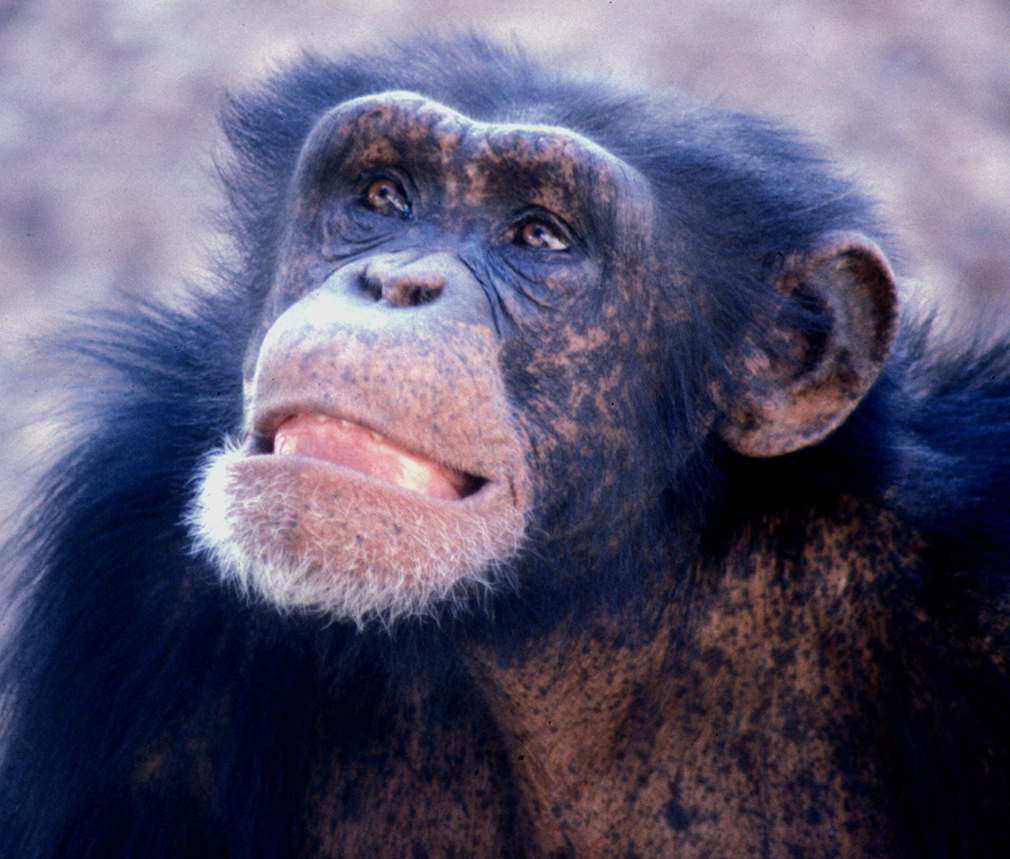
Młody samiec P. troglodytes

Długość ciała samic 70–91 cm, samców 73–96 cm; masa ciała samic 20–50 kg, samców 28–70 kg. Futro zwykle czarne, z wiekiem siwieje, a u starych osobników włosy wypadają (łysieją). Twarz nieowłosiona. Przeciętny szympans karłowaty (bonobo) jest nieco mniejszy, ma bardziej smukłe ciało, dłuższe kończyny i ciemniejszą sierść.

## Ewolucja
Oba te gatunki, według datowania genetycznego, rozdzieliły się około 0,86–2 mln lat temu. Badania genomu opublikowane w roku 2006 wykazały, że DNA szympansów różni się od ludzkiego o ok. 6% (wcześniejsze badania szacowały tę różnicę na 1,5%). Szympansy oddzieliły się od ewolucyjnej linii Homo ok. 6,2–4,6 mln lat temu (Groves, 2001).

## Zachowanie
Typową cechą zachowania szympansów jest budowa gniazd, umieszczonych na drzewie od 5 do 40 m nad ziemią. Zbudowane są z powyginanych i połamanych gałęzi splecionych tak, że tworzą one platformę, pokrywaną następnie drobnymi gałązkami. W porze deszczowej wędrujące zazwyczaj szympansy budują dzienne gniazda, w których spędzają większość czasu. Resztę poświęcają na poszukiwanie rozmaitego pożywienia w pobliżu dolnego piętra lasu. Gromady szympansów mają skomplikowaną organizację społeczną. Rozpraszają się w poszukiwaniu pokarmu lub „zaopatrują się” na określonym, stałym obszarze. Potrafią zapamiętać dokładną lokalizację produkujących najwięcej owoców drzew, spośród ponad 12 000 innych. Mogą decydować się na dłuższe podróże, by dotrzeć do miejsc, w których znajdują się ich ulubione drzewa.
U szympansów zauważono również wykształcenie zachowań mających na celu poprawę ich stanu zdrowia poprzez odpowiednie zabiegi. Mogą one np. stosować na rany niektóre gatunki owadów, prawdopodobnie pomagających w gojeniu się ran. Natomiast szympans, którego organizm został zaatakowany przez robaki, może spożywać celowo wewnętrzną tkankę łodygi krzewu Vernonia amygdalina, która zawiera środki przeciwpasożytnicze.
Szympans, uważany za najbardziej ekspresyjne ze zwierząt, okazuje uczucia wieloma gestami i minami. Wydęcie warg w odruchu zaciekawienia lub niesmaku można porównać do wyrażanych w podobny sposób przez człowieka sceptycyzmu lub wątpliwości. Uśmiech oznacza zadowolenie. Kiedy jest zamyślony lub zaniepokojony, przybiera najmniej dramatyczną ze wszystkich min. Szympansowi, jakby uśmiechniętemu od ucha do ucha, wcale nie jest do śmiechu; przeciwnie, jest wtedy najprawdopodobniej strapiony lub nieszczęśliwy. Małe szympansy znajdują się w centrum uwagi stada. Często inne młode opiekują się nimi równie troskliwie, jak matki. Szympansy zaczynają się wzajemnie pielęgnować w wieku około 10 miesięcy. W warunkach naturalnych żyją do 50 lat (w zależności od źródła, średnio 45), a w warunkach hodowlanych do 60 lat, choć najstarsze szympansy żyły około 80 lat. Samice żyją zazwyczaj kilka lat dłużej od samców.

## Systematyka
Rodzaj zdefiniował w 1816 roku niemiecki przyrodnik Lorenz Oken w publikacji własnego autorstwa poświęconej będącej podręcznikiem historii naturalnej. Gatunkiem typowym jest (pózniejsze oznaczenie) szympans zwyczajny (P. troglodytes).

### Etymologia
- Pan: w mitologii greckiej Pan (gr. Παν Pan, łac. Pan) był bogiem lasów, pasterzy i ich stad[33].
- Troglodytes: gr. τρωγλοδυτης trōglodutēs ‘mieszkaniec jaskiń, nor, jam’, od τρωγλη trōglē ‘jaskinia’, od τρωγω trōgō ‘gryźć, chrupać’; -δυτης -dutēs ‘nurek’, od δυω duō ‘nurkować’[34]. Gatunek typowy (oznaczenie monotypowe): Troglodytes niger É. Geoffroy Saint-Hilaire, 1812 (= Simia troglodytes Blumenbach, 1775).
- Mimetes: gr. μιμητης mimētēs ‘imitator, naśladowca’, od μιμεομαι mimeomai ‘imitować, naśladować’, od μιμος mimos ‘mim, aktor’[35]. Gatunek typowy (oryginalne oznaczenei): Simia troglodytes Blumenbach, 1775.
- Theranthropus: gr. θηρ thēr, θηρος thēros ‘bestia, zwierzę’; ανθρωπος anthrōpos ‘człowiek’[36].
- Chimpansee: angielskie słowo ‘chimpanzee’ zostało po raz pierwszy odnotowane w 1738 roku; wywodzi się z języka Vili ci-mpenze lub z języka tshiluba chimpenze, co oznacza ‘małpę’[37]. Gatunek typowy (oznaczenie monotypowe): Simia troglodytes Blumenbach, 1775.
- Anthropopithecus (Anthropithecus): gr. ανθρωπος anthrōpos ‘człowiek’; πιθηκος pithēkos ‘małpa’[38]. Gatunek typowy (oznaczenie monotypowe): Simia troglodytes Blumenbach, 1775.
- Hylanthropus: gr. ὑλη hulē ‘teren lesisty, las’; ανθρωπος anthrōpos ‘człowiek’[39]. Gatunek typowy (oznaczenie monotypowe): Simia troglodytes Blumenbach, 1775.
- Pseudanthropos (Pseudanthropus): gr. ψευδος pseudos ‘fałszywy’; ανθρωπος anthrōpos ‘człowiek’[40].
- Engeco: rodzima nazwa; „jako nazwę rodzajową dla szympansa najbardziej odpowiednie będzie zachować oznaczenie, którego używa się wśród Murzynów w ich domu: Engeco”[41].
- Pongo: nazwa mpongi oznaczająca w bantu (Kongo) dużą małpę człekokształtną; Lacépède użył tej nazwy na określenie orangutana; Palmer sugeruje również, że jest to rodzima nazwa z Borneo[42].
- Andropithecus: gr. ανηρ anēr, ανδρος andros ‘mężczyzna, człowiek’; πιθηκος pithēkos ‘małpa’[43]. Gatunek typowy: Simia troglodytes Blumenbach, 1775.
- Fsihego: rodzima, afrykańska nazwa tschego, tscheigo, tschiego, nschego lub nscheigo dla szympansa[44]. Gatunek typowy (oznaczenie monotypowe): Fsihego ituriensis De Pauw, 1905 (= Simia troglodytes Blumenbach, 1775).
- Bonobo: błędna pisownia nazwy wioski Bolobo nad rzeką Kongo, gdzie Europejczycy po raz pierwszy zetknęli się z szympansem karłowatym[45]. Gatunek typowy (oryginalne oznaczenie): Pan satyrus paniscus E. Schwarz, 1929.

### Podział systematyczny
Do rodzaju należą następujące gatunki:
| Grafika | Gatunek         | Autor i rok opisu  | Nazwa zwyczajowa   | Podgatunki         | Rozmieszczenie geograficzne | Podstawowe wymiary        | Status IUCN |
| ------- | --------------- | ------------------ | ------------------ | ------------------ | --- | ------------------------- | ----------- |
|         | Pan troglodytes | (Blumenbach, 1775) | szympans zwyczajny | 4 podgatunki       | południowy Senegal i południowo-zachodnie Mali na wschód do południowo-zachodniej Ghany, również południowa Nigeria i Kamerun na wschód do południowo-zachodniego Sudanu Południowego i zachodniej Ugandy, na południe do północnej Angoli (Kabinda) i zachodniej Tanzanii | DC: 70–96 cm MC: 20–70 kg | EN          |
|         | Pan paniscus    | E. Schwarz, 1929   | szympans karłowaty | gatunek monotypowy | Demokratyczna Republika Konga (na wschód i południe od wielkiego zakola rzeki Kongo, na wschód do rzeki Lualaba, na południe do rzek Kasai i Sankuru) | DC: 70–83 cm MC: 26–43 kg | EN          |

Kategorie IUCN:  EN  – gatunek zagrożony.

## Filatelistyka
Poczta Polska wyemitowała 21 sierpnia 1972 r. znaczek pocztowy przedstawiający głowę szympansa, o nominale 1,35 zł, w serii Zwierzęta ZOO. Druk w technice offsetowej na papierze kredowym. Autorem projektu znaczka był Janusz Grabiański. Znaczek pozostawał w obiegu do 31 grudnia 1994 r..